# 1729 (getal)
Het getal 1729 is een natuurlijk getal. Het is het tweede taxicab-getal: het kleinste natuurlijke getal dat op twee manieren kan worden geschreven als een som van twee derdemachten groter dan nul: 1729 = 1³ + 12³ = 1 + 1728, maar ook 1729 = 9³  + 10³ = 729 + 1000.
Dit komt naar voren in een anekdote waarmee de Engelse wiskundige G. H. Hardy liet zien hoe vertrouwd de Indiase wiskundige Ramanujan was met getallen. Hardy, die het talent van de autodidact Ramanujan inzag en hem naar Engeland had gehaald, vertelde:
Ik herinner me dat ik hem eens opzocht in Putney toen hij ziek was. Ik was gekomen met een taxi met het nummer 1729, en ik merkte op dat het getal mij tamelijk saai leek, en dat ik hoopte dat dat geen slecht voorteken was. "Nee," zei hij, "het is een heel interessant getal; het is het kleinste getal dat op twee manieren kan worden geschreven als de som van twee derdemachten.
Vanwege deze anekdote wordt het getal ook wel Hardy-Ramanujangetal genoemd.
Omdat {\displaystyle a^{3}+b^{3}=(a+b)(a^{2}-ab+b^{2})}, volgt uit de bovengenoemde gelijkheden met a = 1 en b = 12 en a = 9 en b = 10, dat 1729 deelbaar is door beide waarden van a + b, dus door 13 en 19. Het getal is te ontbinden in priemfactoren als 1729 = 7 × 13 × 19, en heeft als delers 1, 7, 13, 19, 91, 133, 247 en 1729. Verder is 1729 het 13e 24-hoeksgetal.

## Moderne media
Het getal 1729 wordt meermaals gebruikt in de Amerikaanse tekenfilmserie Futurama. Het is het serienummer van de robot Bender, in de aflevering "The Farnsworth Parabox" is er een "Universe 1729", en ruimteschip Nimbus heeft registratienummer BP-1729. In de reeks Professor T. komt het getal 1729 ter sprake in S1E5.

## Soortgelijke getallen
Het volgende getal dat op twee manieren kan worden geschreven als een som van twee positieve derdemachten is  4104 = 23 + 163 = 93 + 153. Het is dus deelbaar door 2 + 16 = 18 en 9 + 15 = 24.
Het kleinste getal dat op twee manieren kan worden geschreven als een som van twee vierdemachten is 635.318.657 = 1334 + 1344 = 594 + 1584.